# پومراپ
پومراپ (به اسپانیایی: Volcán Pomerape) یک کوه و آتشفشان در شیلی است که در استان ساجاما واقع شده‌است. پومراپ ۶٬۲۸۲ متر بالاتر از سطح دریا واقع شده‌است.